# Chelonus podlussanyi
Chelonus podlussanyi är en stekelart som beskrevs av Papp 2003. Chelonus podlussanyi ingår i släktet Chelonus och familjen bracksteklar. Inga underarter finns listade i Catalogue of Life.